# Wspólnota administracyjna Creuzburg
Wspólnota administracyjna Creuzburg (niem. Verwaltungsgemeinschaft Creuzburg) – dawna wspólnota administracyjna w Niemczech, w kraju związkowym Turyngia, w powiecie Wartburg. Siedziba wspólnoty znajdowała się w mieście Creuzburg.
Wspólnota administracyjna zrzeszała trzy gminy, w tym jedną gminę miejską (Stadt) oraz dwie gminy wiejskie: 
1. Creuzburg
2. Ifta
3. Krauthausen

31 grudnia 2013 wspólnota została rozwiązana, a gminy wchodzące w jej skład zostały przyłączone do wspólnoty administracyjnej Mihla, której nazwa od 1 października 2014 brzmi Hainich-Werratal.